# Ascuta musca
Ascuta musca är en spindelart som beskrevs av Forster och Norman I. Platnick 1985. Ascuta musca ingår i släktet Ascuta och familjen Orsolobidae. Inga underarter finns listade i Catalogue of Life.